# Planta de interior
Se denomina planta de interior a cualquier especie vegetal cultivada en lugares bajo techo, como casas u oficinas. En su gran mayoría, son variedades de climas tropicales que se aclimatan en entornos geográficos ajenos gracias a que el cultivo en interior les proporciona las condiciones adecuadas. No hay que confundirlas con algunas plantas de balcón o de jardín, que se ubican en interiores temporalmente pero que para subsistir requieren periodos más largos al exterior.
Este tipo de plantas se cultivan normalmente con propósitos decorativos o por razones de salud, como purificadores del aire. Pueden agruparse recreando ambientes selváticos, en invernaderos y miradores acristalados; esto fue muy habitual en la época victoriana.

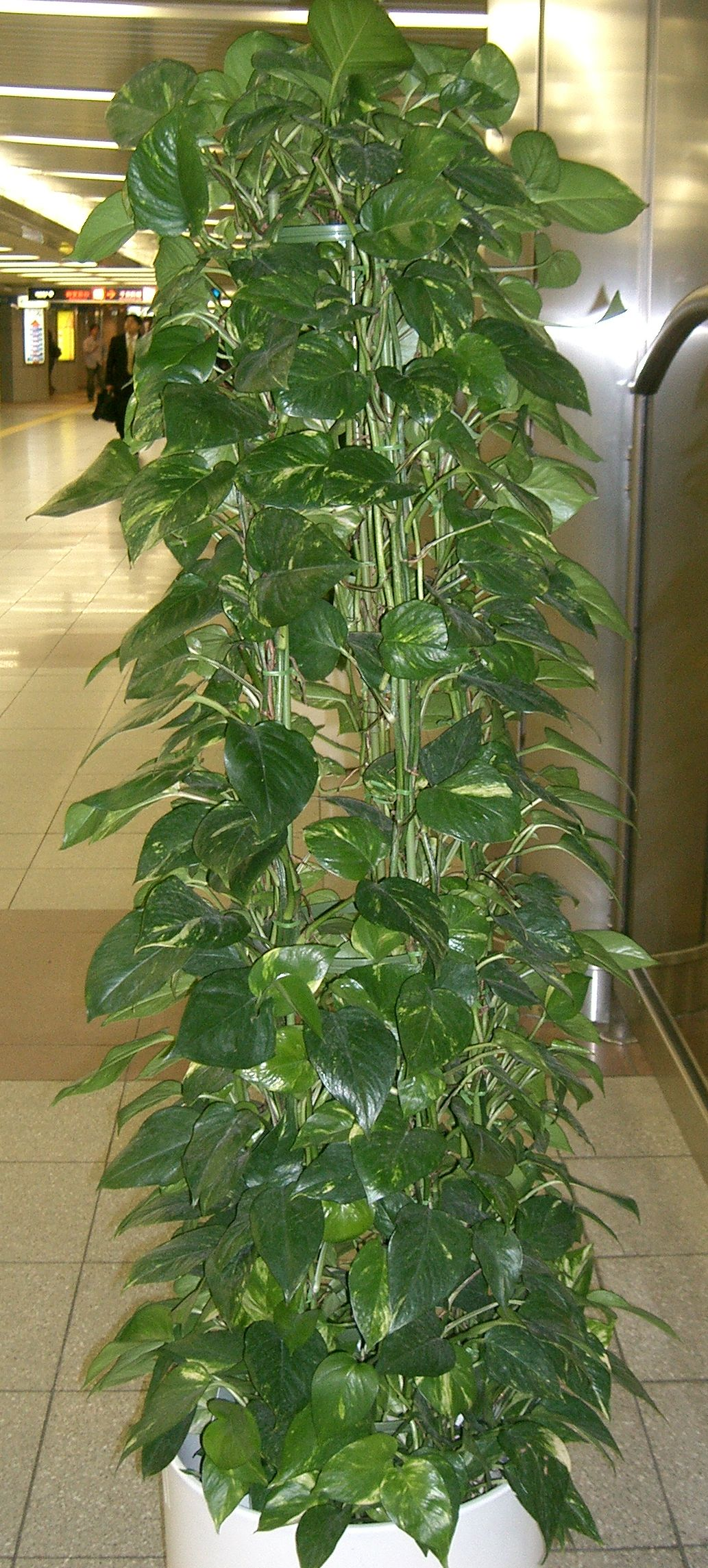
Pothos, Epipremnum aureum

## Cultivo
Los principales factores que deberían considerarse en este tipo de plantas son la humedad del suelo, la luz, la humedad ambiental, la temperatura, los fertilizantes, el enmacetado y el control de plagas. 

### Humedad del suelo
Tanto el exceso como la escasez de riego pueden ir en detrimento de la planta. La mejor forma de determinar si una planta necesita riego es comprobar la humedad del suelo. Para ello, se toca la superficie de la tierra y se introduce un dedo ligeramente en el sustrato. El suelo puede variar entre muy mojado (como si estuviera recién regado) a muy seco. Típicamente, una planta de interior necesita riego alrededor de una vez por semana, aunque no se recomienda aplicar esta regla con rigidez. Para regar, rociar agua uniformemente sobre la superficie del sustrato hasta que empiece a drenar por el fondo de la maceta, lo que asegura una completa saturación.

### Luz
A través del proceso de fotosíntesis las plantas convierten la energía solar en energía química, lo cual las hace crecer. Los dos importantes factores a la hora de proporcionar luz a una planta son la intensidad y la duración.
Cada tipo de planta requiere una intensidad de luz diferente. La intensidad (o calidad) de luz es difícil de medir sin un luxómetro, el cual realiza las mediciones en unidades de lux. 100 lux o menos se considera normalmente como "intensidad baja" o luz "indirecta". Una oficina luminosa tiene una iluminación aproximada de 400 lux. 1.000 lux o más se considera iluminación de "alta intensidad". La luz del sol directa en el exterior está en el orden de los 32.000 a 100.000 lux.
La duración de la exposición luminosa es tan importante como la intensidad. La calidad de exposición de entre 8 a 16 horas es ideal para la mayoría de las plantas. En el hemisferio norte, las ventanas con orientación Sur tienen la mayor cantidad de exposición solar, mientras que las orientadas al oeste, Este y Norte tienen una exposición progresivamente menor. La luz solar directa es ideal, pero la luz solar natural a través de una ventana es imprevisible - los cambios estacionales, la cobertura nubosa y el tratamiento de los cristales pueden afectar a la cantidad de luz entrante.
Las fuentes de luz artificial pueden suministrar una alternativa o suplemento a la iluminación recibida de las ventanas. La luz fluorescente proporciona una excelente calidad luminosa, mientras las bombillas incandescentes estándar estimulan muy poco el crecimiento. Los fluorescentes "azules" o "fríos" facilitan la luz necesaria para las plantas de follaje verde, en cambio los "cálidos" o "rojos" son adecuados para las plantas de flor. Existen bombillas fluorescentes que encajan en los casquillos estándar.

### Suelo
Las plantas de interior se cultivan generalmente en suelos especiales llamados compost de enmacetado o sustrato de enmacetado, no en tierra natural. Una buena mezcla de sustrato para macetas incluye acondicionadores de suelo que suministren a la planta nutrientes, soporte, drenaje y aireación adecuados. La mayoría de estos compost contienen una combinación de turba y vermiculita o perlita. Sin embargo la preocupación por los daños medioambientales causados en los marjales están induciendo a sustituir la turba por fibra de coco, un recurso sostenible. 

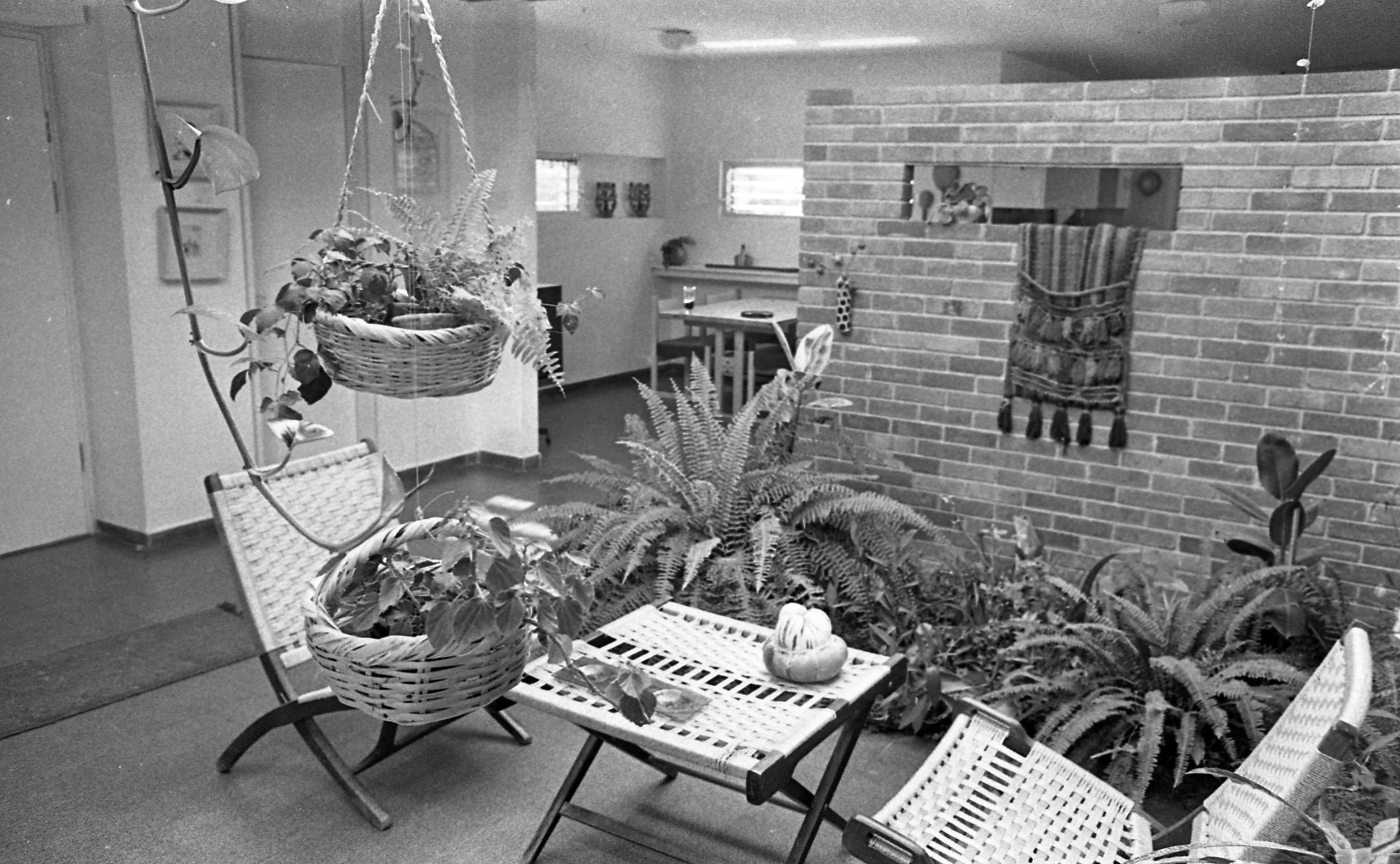
Variedad de plantas de interior, Israel 1969

Si se opta por utilizar tierra natural de la zona se debería, como primera medida, esterilizar por calor, metiendo el sustrato en un horno a 90ºC durante el menos 30 minutos. Esto evitará que la tierra contenga bacterias dañinas. La mayoría de las tierras, en especial aquellas con una alta proporción de arcilla, no drenan lo suficiente como para ser consideradas un medio de crecimiento adecuado para plantas de interior, por lo que se utiliza la turba o la fibra de coco para aumentar la aireación y hacer más absorbentes los suelos pesados. La vermiculita y la perlita ayudan también al drenaje aunque es más recomendable la perlita, ya que no se desmiga tan fácilmente. Si es necesario también se puede usar arena gruesa o gravilla como sustituto para aumentar el drenaje. Estos tres ingredientes se pueden mezclar en varias proporciones para crear diferentes tipos de sustrato de enmacetado. Para plantas que requieran un drenaje rápido, como los cactus, se utiliza más cantidad de arena gruesa, gravilla o perlita. Para las que necesiten mayor cantidad de humedad se usará más turba o fibra de coco. Una buena mezcla de sustrato para todo tipo de plantas consiste en 2 partes de fibra de coco y 1 parte de perlita (o vermiculita). La llamada "mezcla de sustrato pesada" contiene tierra esterilizada, musgo de sphagnum desmigado o fibra de coco y perlita en proporciones iguales. También es posible hacer una mezcla de sustrato que no contenga nada de tierra mezclando a partes iguales turba y perlita (o vermiculita), esta combinación retendrá más la humedad.

### Temperatura
La mayoría de las plantas de interior son especies tropicales seleccionadas por su adaptación al crecimiento en un clima que varía entre los 15 y los 25 °C, similar al que existe en la mayor parte de las casas. El control de la temperatura en otras plantas con requisitos diferentes necesitará prestar más atención al calentamiento y/o enfriamiento del lugar.

### Humedad ambiental
La humedad es algo más difícil de controlar que la temperatura. La mayoría de las plantas prosperan con un 80% de humedad relativa, mientras que la mayor parte de las casas mantienen entre un 20% y un 60%. Además de comprar un humidificador, hay alguna formas caseras que pueden aumentar la humedad. Uno de los más populares es usar pequeños guijarros, cristalitos esmerilados u otro material similar, se coloca una cama de este material en el fondo de la maceta de drenaje de la planta y se llena de agua, la evaporación de esta agua producirá humedad a su alrededor. Otro de los métodos es agrupar las plantas en lugar de colocarlas aisladas en zonas con corrientes de aire.

### Fertilizantes
En condiciones de enmacetado, los nutrientes de la tierra llegan a agotarse al cabo del tiempo, los fertilizantes suministran estos nutrientes artificialmente. Sin embargo, añadir fertilizantes innecesariamente puede ser perjudicial para la planta, por lo que hay considerar algunos síntomas como crecimiento lento, amarilleamiento de las hojas o caída de hojas nuevas para juzgar si el abonado es necesario.
Los fertilizantes se marcan normalmente con números, como 20-20-20. Estos indican el porcentaje de nitrógeno, fósforo y potasio, elementos necesarios para el crecimiento vegetal. La combinación 20-20-20 es generalmente adecuada para plantas verdes, mientras que 10-20-10 es habitualmente mejor para plantas de flor.
La seguridad de un fertilizante depende de la disolución que se pueda hacer del producto. Aunque se puede producir alguna variación dependiendo de la marca, una regla general es diluir una cucharada por cada 3,5 litros de agua. En todos los casos, es más seguro infra-fertilizar que sobre-fertilizar. Esta disolución se utilizará para regar las plantas y se vigilará el crecimiento para determinar si se ha conseguido el efecto deseado y la frecuencia con que debe ser administrada. Las necesidades de abonado pueden variar entre quincenales hasta cada tres meses.

### Tipos de maceta y tamaños

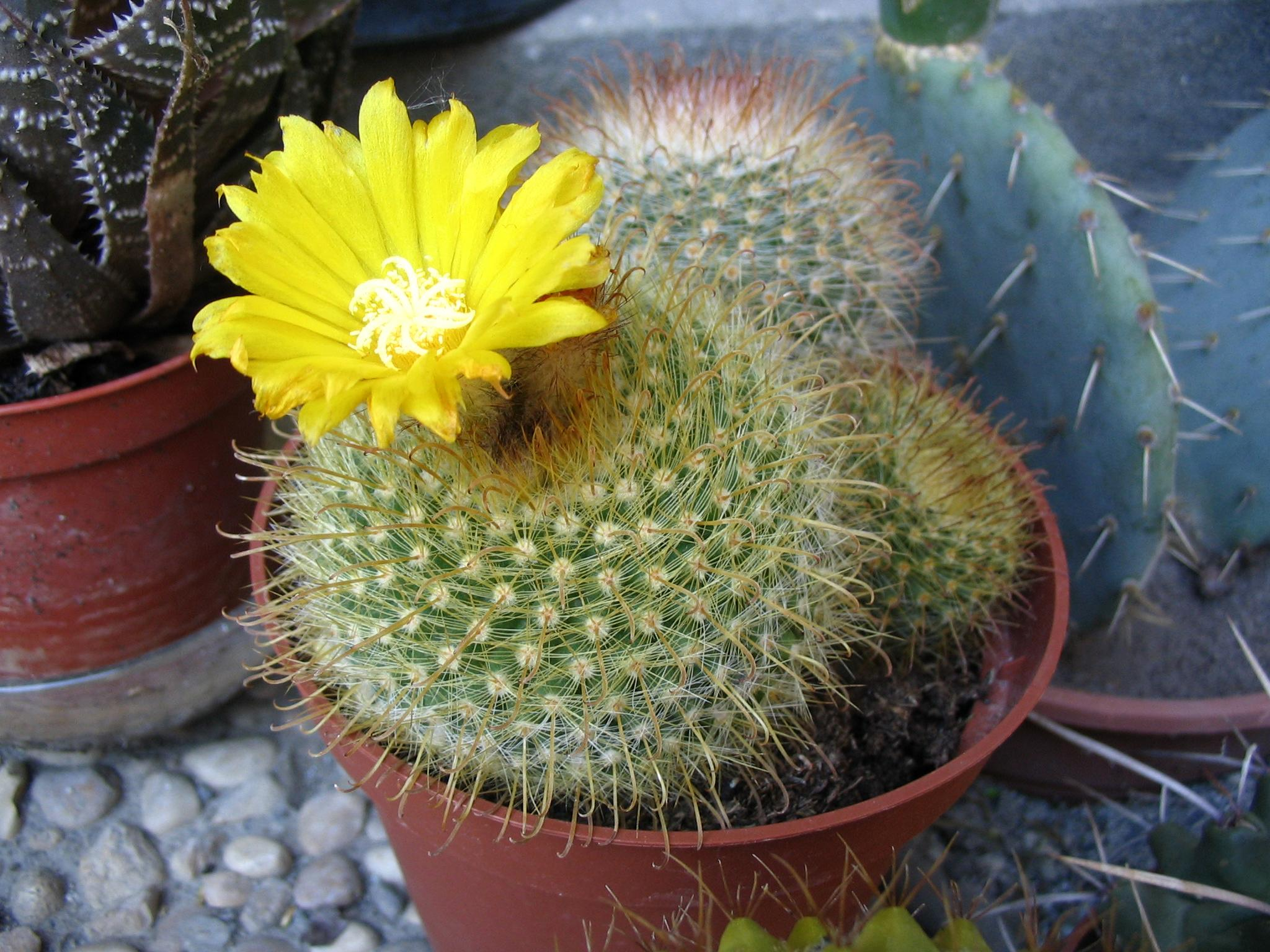
Parodia microsperma cultivada en una maceta de plástico

El tamaño de las macetas es un factor importante a considerar. Una maceta demasiado grande provocará el enfermamiento de las raíces debido al exceso de humedad retenida en el sustrato, mientras que una maceta demasiado pequeña restringirá el crecimiento de la planta. En general, una planta puede permanecer en la misma maceta durante aproximadamente dos años. 
Existen una amplia variedad de macetas, pero normalmente se pueden dividir en dos grupos: las porosas y las no porosas. Las porosas son normalmente de barro, material altamente recomendado ya que proporcionan una mejor aireación, al permitir el paso del aire por los laterales. Las no porosas, como las de cerámica o plástico tienden a mantener más tiempo la humedad y restringen el flujo de aire. Otra característica necesaria son los agujeros de drenaje. Normalmente las macetas vienen con agujeros en el fondo para permitir que escurra el exceso de agua de la tierra y evitar la podredumbre de las raíces. En el caso de que una maceta no posea estos agujeros, se puede crear un mecanismo de drenaje poniendo fragmentos de arcilla o guijarros en el fondo antes de llenarla con el sustrato, lo cual hará que el exceso de agua se deposite en este espacio en lugar de permanecer en la tierra.
 Las macetas viejas se deben lavar cuidadosamente para eliminar cualquier bacteria, causada por una planta enferma, que hubiera podido quedar.

## Algunas especies utilizadas en interiores
Tropicales y subtropicales
- Aglaonema
- Alocasia
- Amaryllis
- Anthurium
- Azalea
- Begonia
- Aphelandra squarrosa
- Asparagus aethiopicus

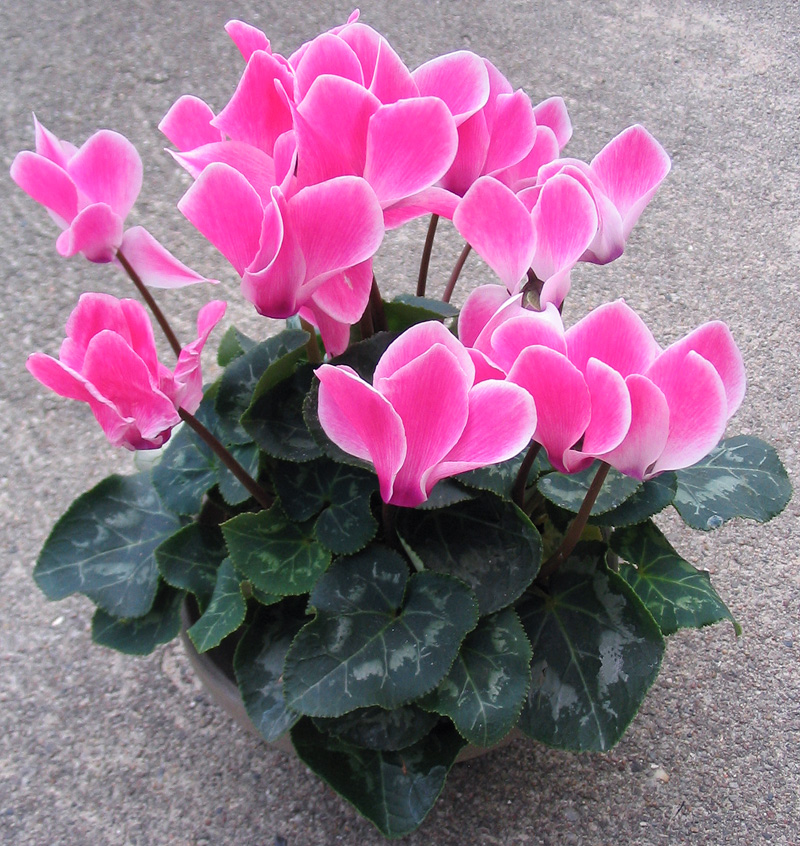
Cyclamen

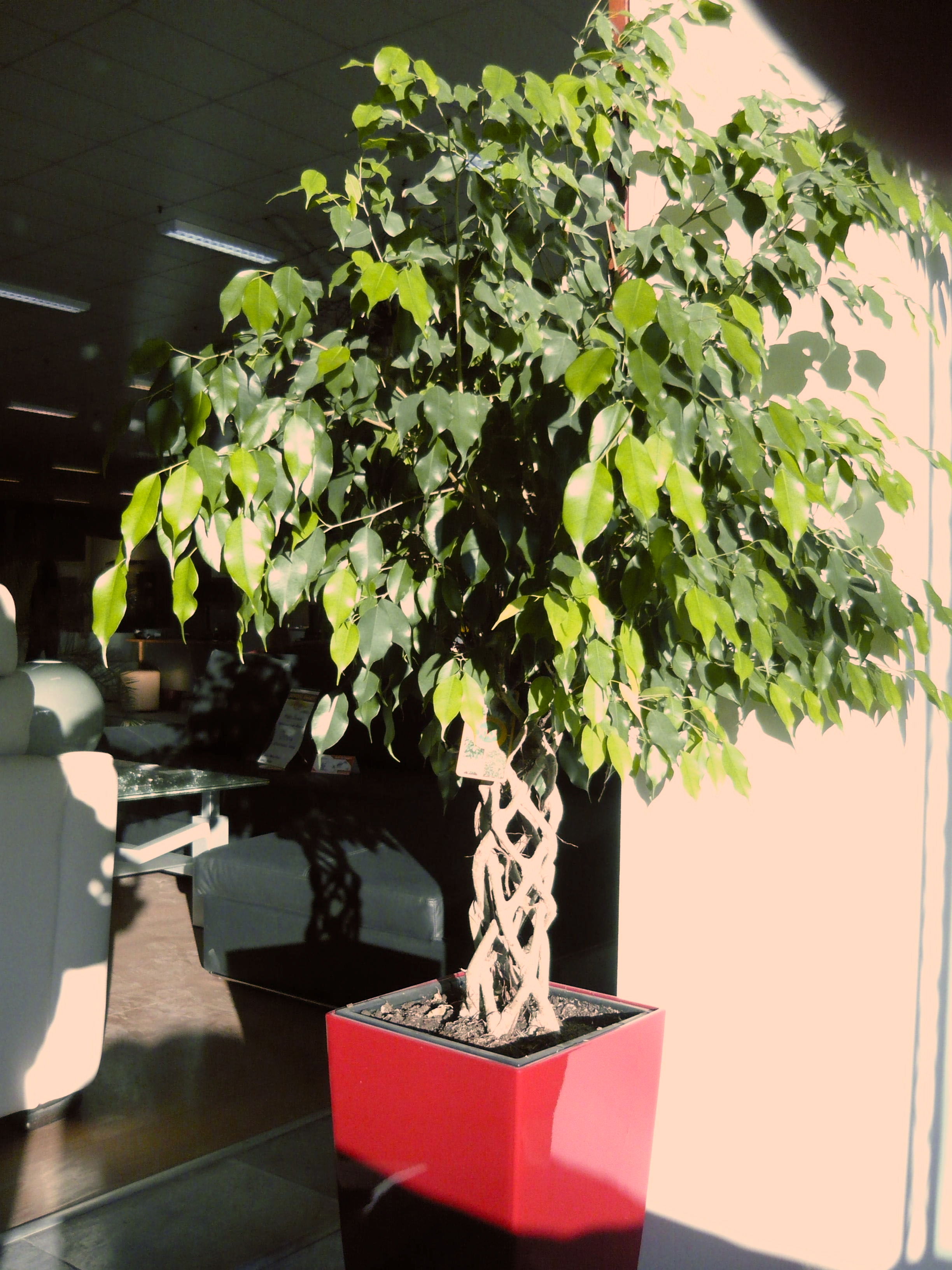
Ficus benjamina

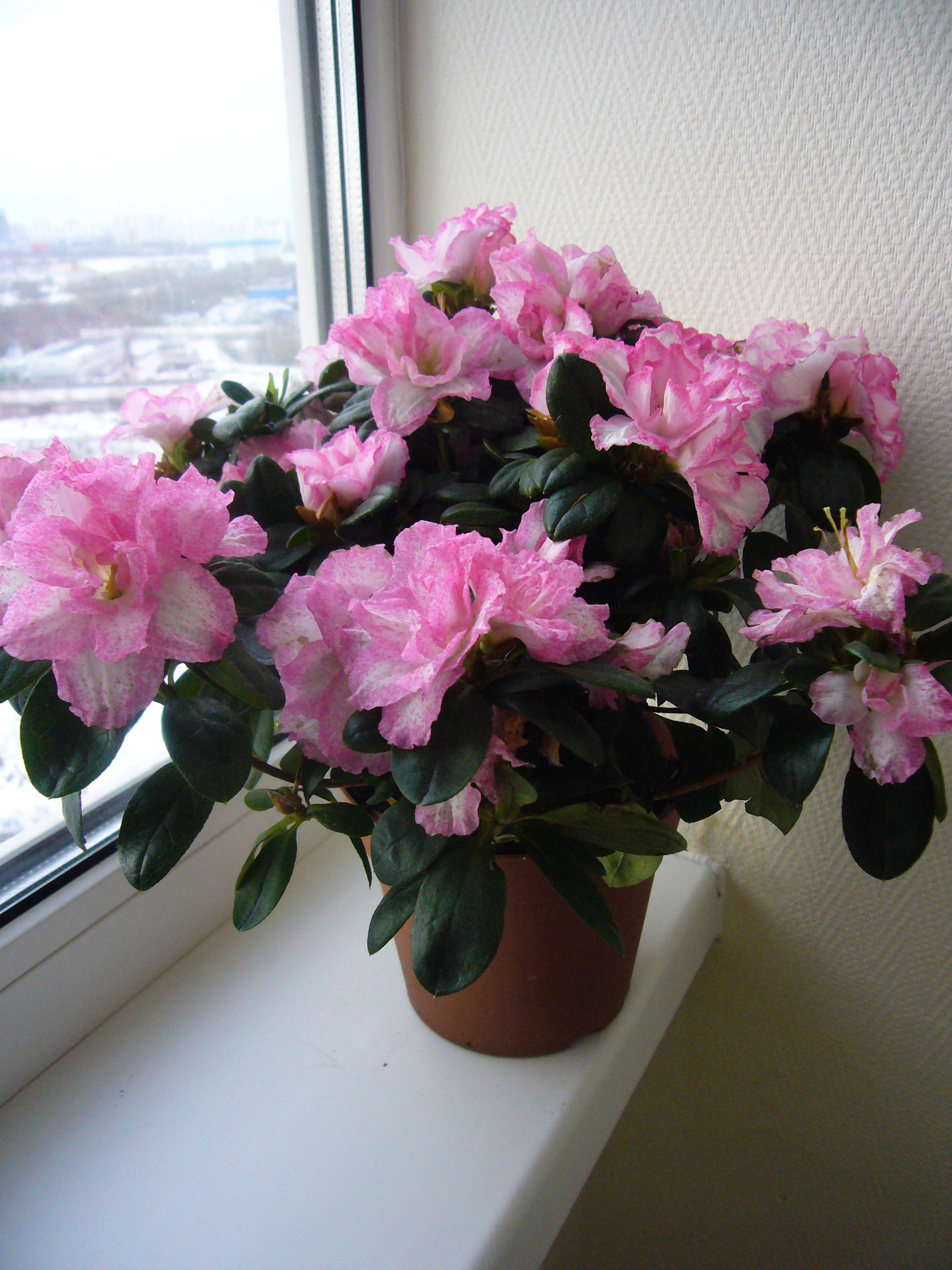
Rhododendron simsii (Azalea)

- Diferentas especies de bromeliáceas como Vriesea
- Calathea
- Croton (Algunas especies como Croton variegatum)
- Cuerno de Alce ('Familia de las Polipodiáceas)
- Cycas
- Cyclamen
- Dionaea (Planta carnívora llamada vulgarmente 'venus atrapamoscas')
- Drosera ('Rocío del sol', también carnívora)
- Ficus benjamina
- Ficus elastica
- Fucsia
- Guzmania
- Impatiens balsamina (Llamada comúnmente 'alegría de la casa')
- Justicia (Jacobinia)
- Maranta (Planta de la oración)
- Monstera deliciosa (Costilla de Adán o cerimán)
- Orquídeas
- ''Saintpaulia (Violeta africana)
- Sansevieria trifasciata
- Scilla
- Solenostemon (Los cóleos)
- Strelitzia reginae (Ave del paraíso)

- Tradescantia zebrina
- Diferentes especies de Dracaena como Dracaena marginata (Tronco de Brasil)

Suculentas
- Agave
- Aloe
- Cactaceae (los cactus)
- Euforbia
- Kalanchoe
- Yucca

Bulbosas
- Anémonas
- Crocus
- Hyacinthus (Jacintos)
- Narcissus (Narcisos)

Diferentes especies cultivadas como Bonsáis